# Lefua pleskei
Lefua pleskei är en fiskart som först beskrevs av Herzenstein, 1888.  Lefua pleskei ingår i släktet Lefua och familjen grönlingsfiskar. Inga underarter finns listade i Catalogue of Life.